# Ericotettix
Ericotettix är ett släkte av insekter. Ericotettix ingår i familjen dvärgstritar.
Kladogram enligt Catalogue of Life:
| Ericotettix | \| \| Ericotettix albovaria \| \| \| \| \| \| Ericotettix ericae \| \| \| \| |
|             | \| \| Ericotettix albovaria \| \| \| \| \| \| Ericotettix ericae \| \| \| \| |
|             | Ericotettix albovaria                                                        |
|             |                                                                              |
|             | Ericotettix ericae                                                           |
|             |                                                                              |